# الرقص على العجلات
الرقص على العجلات هو برنامج تلفزيوني واقعي بريطاني، من إنتاج شركة Fever Media، عُرض لأول مرة على قناة BBC Three في 11 شباط 2010. تقوم فكرة البرنامج على إشراك أحد المشاهير القادرين على الحركة في الرقص مع شريك يستخدم الكرسي المتحرك، حيث يتنافس الأزواج في عروض رقص أسبوعية. وفي كل حلقة، يتم إقصاء زوجين من المسابقة، إلى أن يتأهل زوجان إلى النهائي، حيث يقدمان عرضين للرقص، ويتم اختيار أحدهما للفوز باللقب وتمثيل المملكة المتحدة في بطولة أوروبا.

## الحكام
وحكام الموسم الأول:
| يحكم على     | ملحوظات                                             |
| ------------ | --------------------------------------------------- |
| جيمس جوردان  | محترف في برنامج Strictly Come Dancing               |
| علا جوردان   | محترف في برنامج Strictly Come Dancing               |
| أدي أديبيتان | مقدم برامج، لاعب كرة سلة على الكراسي المتحركة وممثل |

## مصممو الرقصات
مصممو الرقصات للسلسلة الأولى:
| مصمم الرقصات     | ملحوظات                               |
| ---------------- | ------------------------------------- |
| بريان فورتونا    | محترف في برنامج Strictly Come Dancing |
| كريستينا ريهانوف | محترف في برنامج Strictly Come Dancing |

## المتسابقون
والمتسابقون في الموسم الأول هم:
| المشاهير     | معروف بـ             | شريك معاق        | حالة     |
| ------------ | -------------------- | ---------------- | -------- |
| كارولين فلاك | مقدم برامج تلفزيونية | جيمس أوشيا       | الفائزون |
| مارك فوستر   | سباح أولمبي          | ديانا مورغان هيل | الوصيف   |
| ميشيل جايل   | مغني                 | هاري ماولي       | مستبعد   |
| هيذر سمول    | مغني                 | بول جاكوب        | مستبعد   |
| مارتن أوفياه | لاعب دوري الرجبي     | كارولين أندروود  | مستبعد   |
| كيفن ساكري   | ممثل هوليواكس        | سيموني ميلاني    | مستبعد   |

## الروابط الخارجية
- Dancing on Wheels at BBC Online
- American DanceWheels Foundation
- Wheelchair Dance Sport Association UK National Body نسخة محفوظة 13 April 2018 على موقع واي باك مشين.